# Куньцюй

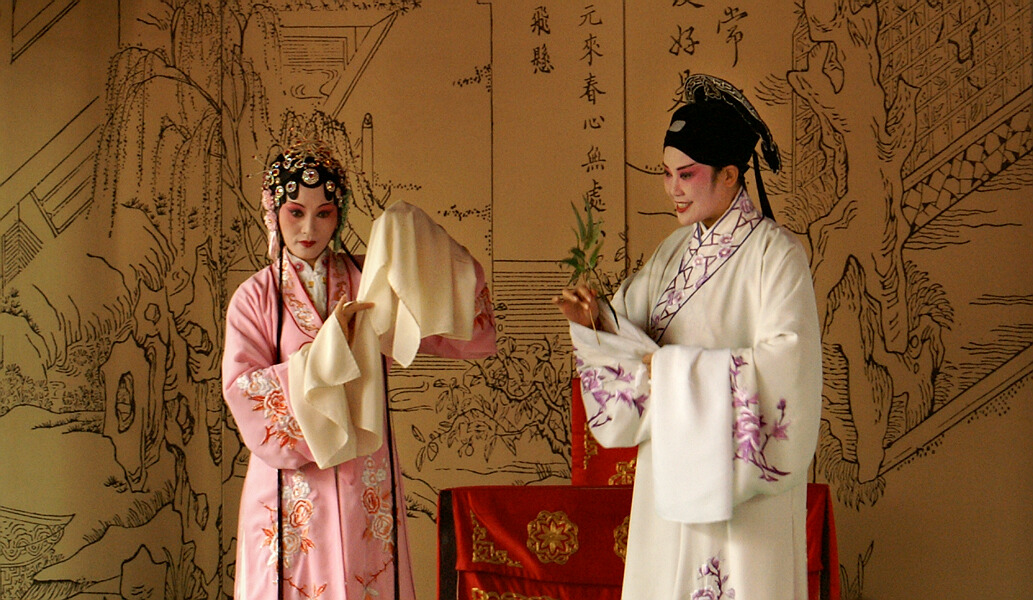
Сцена из «Пионовой беседки»

Куньцюй (кит. упр. 崑曲, пиньинь Kūnqǔ), Куньшаньская опера — одна из старейших из дошедших до наших дней разновидностей китайской оперы (классической музыкальной драмы).
Возникла в уезде Куньшань провинции Цзянсу в конце династии Юань (1271—1368) — начале Мин (1368—1644). Отличается мягким и ясным вокалом, мелодии красивы и утонченны. Жанр достиг вершины популярности в конце Мин — начале Цин (1644—1911) и оказал большое влияние на другие виды оперы. В начале XX века жанр был под угрозой исчезновения.
Профессиональные труппы работают в городах Пекин, Шанхай, Нанкин, Чэньчжоу， Вэньчжоу, Сучжоу, Ханчжоу и Тайбэй.
В 2001 году была включена ЮНЕСКО в Список шедевров устного и нематериального культурного наследия человечества.

## Произведения
- «Пионовая беседка» (кит. упр. 牡丹亭, пиньинь Mŭdantíng) опера в 55 действиях — Тан Сяньцзу (кит. упр. 汤显祖, пиньинь Tāng Xiănzŭ, 1550—1616)
- «Дворец бессмертия» — Хун Шэна (1645—1704)

## Исполнители
- Мэй Лань-фан (кит. упр. 梅蘭芳, пиньинь Méi Lánfāng, 1894—1961)